# Стальная тревога! Второй рейд
Стальная тревога! Второй рейд (яп. フルメタル・パニック! The Second Raid, англ. Full Metal Panic! The Second Raid) — это аниме-сериал, который является продолжением аниме «Стальная тревога».

## Создание сериала
В отличие от аниме-сериала «Стальная тревога», которую создала студия Gonzo, производством «Стальной тревоги! Второй рейд» занималась студия Kyoto Animation.
Сюжет основан на романах (новеллах) «Ending Day by Day», действие которых происходит через 3 месяца после событий на подводной лодке «Туаха Де Дананн» в конце оригинального аниме «Стальная тревога».

## Список серий
| |                                                              |            |  |
| 1 | Конец день за днём «Owaru hibi» (終わる日々)                 | 14.07.2005 |  |
| «Мифрил» снова ведёт бой. На этот раз противник — правительство маленькой восточной страны, развернувшее массовый террор против религиозного меньшинства на своей территории. В обычной операции происходит неожиданное — противник применяет принципиально новую технологическую разработку — ракеты, способные поражать невидимые транспорты «Мифрила». Из-за того, что один из десантных вертолётов сбит, Сагаре приходится уходить с поля боя предварительно не предусмотренным образом, а Тессе — искать пути спасения своего подчинённого из безнадёжной ситуации. Командование TDD-1 обеспокоено: сначала «Веномы», теперь новейшее оружие, кем-то проданное противнику… Похоже, у «Мифрила» появился серьёзный соперник. Сагара бомбардирует командование рапортами о недостаточности охраны Канамэ. Ни он, ни второй охранник — «призрак», следящий издалека, подчиняющийся разведке и не контактирующий с Сосукэ, не смогут защитить Тидори от действительно серьёзного нападения. |                                                              |            |  |
| 2 | Под поверхностью «Suimenka no jōkei» (水面下の状景)          | 21.07.2005 |  |
| В школе «Дзиндай» всё по-прежнему: Сагара доучивается и охраняет Канамэ. Похоже, за Канамэ следят, и Сагаре приходится ловить шпиона, который фотографирует девушку скрытой камерой и самые неприличные фотографии размещает в Интернете. Проблема решается, но остаётся ощущение, что не всё так просто. Тем временем боевик-психопат Гейтс, работающей на неведомую организацию, который и продал ракеты с «антиневидимостью» противникам «Мифрила», уничтожает своих заказчиков, привлекая к работе двух девушек-сестёр из Гонконга — Юй Фань и Юй Лань, — боевиков-профессионалов, воспитанниц некоего «учителя», который недавно сильно пострадал и теперь нуждается в постоянном уходе. |                                                              |            |  |
| 3 | Лабиринт и дракон «Meikyū to ryū» (迷宮と竜)                 | 28.07.2005 |  |
| В Китае гражданская война недавно завершилась перемирием. И теперь в Нанкине группа послов одной из сторон, отправлявшаяся вести переговоры о продлении перемирия, захвачена непримиримыми террористами и содержится в старом тоннеле под рекой. Тоннель сложный, разветвлённый. Обычная связь в тоннеле не работает. «Мифрил» должен спасти заложников, чтобы не дать спровоцировать возобновление войны. Для обеспечения операции привлекают специалиста информационного отдела Винсента Бруно, который предоставляет систему связи и обеспечивает её функционирование. Операция начинается, и пока никто из мифриловцев не подозревает, что всё происходящее — тщательно спланированная Гейтсом ловушка. Она захлопывается, когда практически свободно добравшиеся до заложников мифриловцы собираются отходить. |                                                              |            |  |
| 4 | Свет дня «Daylight» (デイライト)                             | 04.08.2005 |  |
| Отряды пехотинцев с заложниками не могут выйти из туннеля — кругом враг, который знает каждый их шаг, ведь на врага работает Бруно. Поняв через какое-то время, что все сообщения по системе связи становятся известны противнику, командиры «де Данана» должны придумать, как обеспечить спасение заложников и избежать гибели своих людей. А Гейтс охотится за ARX-7. Бой с Сагарой проходит с переменным успехом. Итог операции печален: хотя заложников удалось спасти, несколько бойцов «Мифрила» погибли, противник остался цел и боеспособен, тоннель затоплен, Бруно бежал. Переговоры сорваны, война неизбежна. |                                                              |            |  |
| 5 | Прекрасная Сицилия «Uruwashiki Sicilia» (うるわしきシチリア) | 11.08.2005 |  |
| Винсент Бруно бежал в Италию, где его принимает один из боссов мафии. Удаляясь из банкетного зала с привлекательной азиаткой, Бруно не ожидает такого сюрприза: Мао и Вебер похищают предателя, чтобы доставить в «Мифрил» для допроса. Сагара обеспечивает отход. Но чисто уйти не удаётся, погоня на хвосте, ситуация крайне опасна. Помощь неизвестного в экспериментальном «M9» приходится очень кстати, но порождает новый вопрос: кто этот благодетель? |                                                              |            |  |
| 6 | Граница рая «Edge of heaven» (エッジ・オブ・ヘヴン)          | 18.08.2005 |  |
| Из допроса Бруно «Мифрил» узнаёт, что ему противостоит организация «Амальгама». Сагара с трудом совмещает боевую работу и учёбу, его успеваемость очень плоха. Хуже то, что он постоянно боится за Канамэ, и у него есть основания для опасений. Отношения с девушкой развиваются, и вот Сагара уже провёл вечер в гостях у Канамэ, и обоим приходится приложить титанические усилия воли, чтобы всё-таки расстаться вечером… Сагара не знает, что уже принято решение и дома его ждёт приказ об отзыве. Хорошо, что он всё-таки оставил Канамэ несколько опасных игрушек — для самообороны. И никто в «Мифриле» не подозревает, что сёстры Юй Фань и Юй Лань захватили «Веном» и бежали от Гейтса. Их первая цель — убить Канамэ. Как они говорят, «ради учителя». |                                                              |            |  |
| 7 | Отставка «Torinokosarete» (とりのこされて)                   | 25.08.2005 |  |
| Сагара отозван, он даже не может попрощаться с Канамэ — это запрещено. Нарушив инструкции он входит в контакт с «призраком» и заставляет того отвечать на вопросы. Но ответы не успокаивают Сагару — он убеждён, что девушке грозит опасность и «призрак» не защитит её. Канамэ подавлена исчезновением Сагары, а столкнувшись на улице с Юй Лань, она почувствовала смертельную угрозу. Теперь она боится всего и всех и не знает, что делать. |                                                              |            |  |
| 8 | Жёсткие условия «Jungle groove» (ジャングル・グルーブ)       | 15.09.2005 |  |
| Сагара прибыл на базу. Тяжёлое объяснение с капитаном Тестароссой, приказ: теперь он будет заниматься только Арбалестом. В подразделении АС вместо погибшего МакАллена новый командир — лейтенант Крузо. В тренировочном бою с ним Сагара быстро проигрывает. Переживания последних недель не пошли парню на пользу — он совершенно расклеился и не только не может активировать лямбда-привод, но и в обычном бою оказывается слишком слаб. Тем временем Юй Фань в «Веноме» появляется в Гонконге, где две противоборствующие стороны находятся в состоянии хрупкого перемирия. Нападая то на одних, то на других, Юй Фань явно провоцирует войну. «Мифрилу» надо срочно пресечь её действия. В этом же, как ни парадоксально, заинтересована и «Амальгама» — девушки начали личную войну, не согласуясь с планами руководства. |                                                              |            |  |
| 9 | Её проблема «Kanojo no mondai» (彼女の問題)                  | 22.09.2005 |  |
| Канамэ в панике — повсюду мерещатся убийцы. Учитель говорит, что Сагара прислал заявление об отчислении из школы. Девушка бросается в бега, чтобы оторваться от предполагаемого преследователя и застать его врасплох. Ей удаётся, но их с «призраком» настигает Юй Лань. Канамэ вступает в бой и побеждает, хотя победа даётся тяжело. |                                                              |            |  |
| 10 | Разделённый Гонконг «Futatsu no Honkon» (ふたつの香港)       | 29.09.2005 |  |
| Мао, Сагара и ещё двое бойцов при поддержке информационного бюро «Мифрила» ведут разведку в Гонконге, разделённом надвое между силами Южного и Северного Китая. Их цель — найти бесчинствующий в городе «Веном», чтобы высаженная затем группа АС могла уничтожить или захватить его. Встретить «Веном» удаётся, но Сагара уже не может держать себя в руках и выполнять приказ — он слишком погружён в мысли о Канамэ, внимание рассеяно, действия неадекватны. В конце концов, чтобы не подвергать опасности других, он просто бросает всё и уходит в город. |                                                              |            |  |
| 11 | Его проблема «Kare no mondai» (彼の問題)                     | 06.10.2005 |  |
| Сагара бесцельно бродит по Гонконгу. Безуспешно пытается напиться, встречает проститутку, пугающе похожую на Канамэ. В случайно найденной газете Сагара видит объявление с текстом, который может понять только он. Это приглашение, адресованное ему, и отправленное кем-то, кто хорошо знает его прошлое. Если бы Сагара находился на связи, он знал бы, что его товарищи уже несколько раз встретили этот текст в Гонконге. Тем временем обстановка ухудшается с каждым часом. Противоборствующие стороны вот-вот начнут боевые действия, капитан Тестаросса вынуждена отдать приказ о начале боя с «Веномом», хотя непонятно, как с ним бороться в отсутствие Сагары и ARX-7. |                                                              |            |  |
| 12 | Горящий Гонконг «Moeru Honkon» (燃える香港)                  | 13.10.2005 |  |
| Сагара прибывает по приглашению. Его звал старый знакомый — Гаурон, — который ухитрился выжить после боя на «Данане». Он и есть «учитель» сестёр-боевиков. Его состояние безнадёжно. Гаурон рассказывает Сагаре много полезного про себя, «Амальгаму» и Виспардов. А перед смертью сообщает, что Канамэ мертва — Юй Лань убила её. Сагара, хотя и знает, что Гаурону верить нельзя, верит — слишком точно его слова совпадают с его самым большим страхом. Бой с «Веномом» уже начался. У мифриловцев почти нет шансов. Тесса решает, в нарушение прямого приказа командования, отправить в бой ARX-7. Она верит в Сагару. |                                                              |            |  |
| 13 | Продолжение день за днём «Tsuzuku hibi» (つづく日々)         | 20.10.2005 |  |
| Лишь появившаяся неведомо откуда живая Канамэ может побудить Сагару к действию. Только благодаря ей он всё-таки находит свою силу. Дерущийся в полную силу Сагара воистину страшен — противник буквально стёрт с лица земли. Миссия завершена, и Сосукэ делает свой первый действительно самостоятельный поступок: требует от командования пересмотра контракта, чтобы иметь возможность оставаться с Канамэ и окончить школу. Теперь у него остаётся только одна нерешённая проблема: надо как-то определяться в отношениях с двумя прекрасными девушками. |                                                              |            |  |

## Саундтрек
Фоновую музыку для аниме-сериала написал японский композитор Тосихико Сахаси.
- Открывающая песня

«Южный ветер» (南風 минами кадзэ) — певица Микуни Симокава (下川みくに)
- Закрывающая песня

«Хочу встретиться с тобой ещё раз» (もう一度君に会いたい мо: итидо кими ни аитай) — певица Микуни Симокава (下川みくに)

## Критика
Аниме-сериал «Стальная тревога! Второй рейд» в целом получил благоприятные отзывы.
Мартин Тэрон из Anime News Network похвалил то, что в повествовании больше внимания уделено развитию характеров Сосукэ и Канамэ и драматическим элементам, чем комедийным и экшн-сценам. Описывая наиболее яркую сцену аниме, Мартин сказал следующее:

Развитие отношений между Сосукэ и Канамэ прекрасным образом изображено в 7-й серии, когда Канамэ в момент страха ищет Сосукэ, и впервые его нет рядом. Это одна из тех сцен, которые составляют основу сюжета всех серий.
Сайт «THEM Anime Reviews» тоже положительно оценил этот сиквел, отметив недостаток военного профессионализма в общении между «хорошими парнями», что может быть объяснено тем, что они не военнослужащие, а наёмники. То же можно сказать и о военном конфликте, на фоне которого разворачивается действие на протяжении всех серий. По мнению автора рецензии, это только доказывает, что военный аспект повествования — всего лишь фон для любовной истории и не должен приниматься слишком всерьёз.